# Stefan Simič
Stefan Simič (chorvatsky Stefan Simić; 20. ledna 1995, Praha) je český fotbalový obránce a reprezentant chorvatsko-bosenského původu. Vyznává pravoslaví. Od léta 2023 hráč španělského Eibaru.
Jeho rodiče do České republiky utekli před válkou v bývalé Jugoslávii. Matka pochází z Chorvatska, otec z bosenského města Prijedor a než přišli do Prahy, žili v chorvatském Záhřebu.

## Klubová kariéra

### Mládežnické kluby
Od šesti let hrál za Slavii Praha, ve které prošel všemi kategoriemi a nahlédl i do A-týmu. Přesto bez jediného startu v 1. lize přestopil do Janova, kde nastupoval za mládežnický tým. V létě 2013 přestoupil do Milána.

### Hostování
V létě 2014 odešel na hostování do druholigového Varese. Debutoval 23. září 2014 proti Livornu (0:1). Stal se hráčem základu, ale v lednu 2015 se zranil a nemohl nastupovat v průběhu půl roku. Po sezoně se vrátil k Rossoneri.
Před sezónou 2016/17 odešel hostovat do belgického Mouscronu s opcí na případné odkoupení. Nastoupil do celkem 32 utkání a vstřelil dvě branky. Po sezoně se opět vrátil k Rossoneri.
Následující sezonu strávil v Crotone. Odehrál zde jen 10 utkání a vrátil se zpět.

### Milán
Sezonu 2018/19 začal v prvním týmu Rossoneri, ale odehrál jen jedno utkání v EL dne 29. listopadu 2018 proti lucemburském týmu Dudelange. Odehrál celý zápas a v 87. minutě za stavu 5:2 obdržel žlutou kartu.
Na závěr sezony byl poslán na hostování do Frosinone, kde ale zůstal na lavičce náhradníků a nenastoupil do žádného zápasu.

### Hajduk Split
Dne 28. června 2019 odešel  zadarmo do Hajduku Split, hrajícího nejvyšší chorvatskou fotbalovou ligu. V Hajduku podepsal smlouvu na čtyři roky. V klubu odehrál za 4 sezony celkem 86 utkání a vstřelil 3 branky. Slavil dvakrát vítězství v Chorvatský pohár (2021/22 a 2022/23)

## Reprezentační kariéra
Kromě České republiky mohl reprezentovat i Chorvatsko, Bosnu a Hercegovinu nebo Srbsko, ale nakonec si vybral zemi, ve které vyrůstal. Hrál za české výběry U16, U17, U19 a U20.
V letech 2016–2017 hrál za českou reprezentaci U21.
Trenér Vítězslav Lavička jej v červnu 2017 zařadil do 23členné nominace na Mistrovství Evropy hráčů do 21 let v Polsku. Český tým obsadil se třemi body 4. místo v základní skupině C.
V A-mužstvu České republiky debutoval 11. listopadu 2017 v přípravném utkání v katarském městě Dauhá proti domácí reprezentaci (výhra 1:0).

### Reprezentační zápasy a góly
Zápasy Stefana Simiče v A-mužstvu české reprezentace 
| 2017                 | 1 | 0 |
| 2019                 | 1 | 0 |
| Celkem               | 2 | 0 |
| Platí k 14. 10. 2019 |   |   |

## Přestupy
- z SK Slavie Praha do Janov CFC za 500 000 Euro
- z Janov CFC do AC Milán  10 000 000 Euro
- z AC Milán do HNK Hajduk Split za 500 000 Euro

## Statistiky
| Sezóna                 | Klub                   | Liga                   | Liga   | Liga | Národní poháry | Národní poháry | Národní poháry | Kontinentální poháry | Kontinentální poháry | Kontinentální poháry | Celkem | Celkem |
| Sezóna                 | Klub                   | Soutěž                 | Zápasy | Góly | Soutěž         | Zápasy         | Góly           | Soutěž               | Zápasy               | Góly                 | Zápasy | Góly   |
| ---------------------- | ---------------------- | ---------------------- | ------ | ---- | -------------- | -------------- | -------------- | -------------------- | -------------------- | -------------------- | ------ | ------ |
| 2014/15                | Varese                 | Serie B                | 17     | 0    | IP             | 3              | 0              | –                    | 0                    | 0                    | 20     | 0      |
| 2015/16                | Milán                  | Serie A                | 0      | 0    | IP             | 0              | 0              | –                    | 0                    | 0                    | 0      | 0      |
| 2016/17                | Mouscron               | Pro League             | 30     | 1    | BP             | 3              | 1              | –                    | 0                    | 0                    | 33     | 2      |
| 2017/18                | Crotone                | Serie A                | 9      | 0    | IP             | 1              | 0              | –                    | 0                    | 0                    | 10     | 0      |
| 2018/19                | Milán                  | Serie A                | 0      | 0    | IP+IS          | 0+0            | 0+0            | EL                   | 1                    | 0                    | 1      | 0      |
| 2019                   | Frosinone              | Serie A                | 0      | 0    | IP             | 0              | 0              | –                    | 0                    | 0                    | 0      | 0      |
| 2019/20                | Hajduk Split           | 1.HNL                  | 16     | 1    | ChP            | 1              | 0              | EL                   | 1                    | 0                    | 18     | 1      |
| 2020/21                | Hajduk Split           | 1.HNL                  | 24     | 1    | ChP            | 3              | 0              | EL                   | 0                    | 0                    | 27     | 1      |
| 2021/22                | Hajduk Split           | 1.HNL                  | 22     | 1    | ChP            | 2              | 0              | EKL                  | 2                    | 0                    | 26     | 1      |
| 2022/23                | Hajduk Split           | HNL                    | 22     | 1    | ChP            | 2              | 0              | EKL                  | 3                    | 0                    | 15     | 0      |
| Celkem za Hajduk Split | Celkem za Hajduk Split | Celkem za Hajduk Split | 72     | 3    | -              | 8              | 0              | -                    | 6                    | 0                    | 86     | 3      |
| 2023/24                | Eibar                  | Segunda División       | 1      | 0    | ŠP             | 3              | 0              | –                    | 0                    | 0                    | 4      | 0      |
| Celkově                | Celkově                | Celkově                | 129    | 4    | –              | 17             | 1              | –                    | 7                    | 0                    | 153    | 5      |

## Úspěchy

### Klubové
- 2× vítěz chorvatského poháru (2021/22, 2022/23)

### Reprezentační
- 1× na ME 21 (2017)